# Jessica Parker Kennedy
Jessica Parker Kennedy (Calgary, Alberta; 3 de octubre de 1984) es una actriz canadiense que Interpretó a Melissa Glaser en la serie de CW. The Secret Circle, Max en la serie original de Starz Black Sails y Nora West-Allen / XS en la serie The Flash, y también ha tenido papeles episódicos en series de televisión como Smallville, Undercovers, Kaya y Colony.

## Biografía

### Infancia y juventud
Jessica Parker Kennedy nació el 3 de octubre de 1984 en Calgary, Alberta (Canadá), hija de madre caucasica y padre negro. En su infancia, Kennedy dijo que había muy pocas personas de color alrededor y que era amiga de la única niña negra de su escuela. Más tarde, se acercó más a otras personas negras al establecer amistades como un medio para encontrar una comunidad.

### Carrera
Entre 2008 y 2010 Kennedy interpretó al supervillano  Plastique en la serie de televisión Smallville, el papel de Tami en la película de comedia de 2008 Another Cinderella Story  y el personaje recurrente de Natalee en la serie de televisión de 2007 Kaya en MTV.
Jessica era originariamente parte del elenco en la producción de J. J. Abrams en la serie de dramas de espías Undercovers, como la hermana pequeña de la protagonista femenina, papel interpretado por Gugu Mbatha-Raw, pero más tarde fue reemplazada por otra actriz. Fue elegida para interpretar a Melissa en el show televisivo The Secret Circle.
En 2010 debutó en el cine con un pequeño papel en In Time. Posteriormente participó en películas como Bad Meat, Gemini, The Perfect Guy, Cam, Deep Murder, See for Me y otras.
En 2014 se unió al elenco principal de la serie de temática pirata Black Sails, interpretando el papel de Max y permaneciendo en ella hasta el final de la serie en 2017. En 2018 se unió al elenco de The Flash como un personaje recurrente, interpretando a Nora, la hija de Barry Allen e Iris West. y posteriormente su personaje fue ascendido a personaje regular para la quinta temporada con el nombre de superhéro XS. Desde entonces, ha regresado en un papel recurrentes para las temporadas siete y ocho.
En abril de 2023, se anunció que formaría parte del elenco de la película Camera, un drama independiente del galardonado cineasta Jay Silverman. En diciembre de 2023 apareció en un papel invitado como Medusa en la serie de Disney+ Percy Jackson y los dioses del Olimpo.

## Filmografía

### Películas
| Año  | Título          | Papel                       | Notas        |
| ---- | --------------- | --------------------------- | ------------ |
| 2010 | Karma Inc.      | Candy                       | Cortometraje |
| 2010 | In Time         | Edouarda                    |              |
| 2011 | Bad Meat        | Estelle                     |              |
| 2013 | 50/50           | Jackie                      |              |
| 2017 | Gemini          | Sierra                      |              |
| 2015 | The Perfect Guy | Rachel                      |              |
| 2018 | Cam             | Katie                       |              |
| 2018 | Deep Murder     | Phyllis "Babysitter" Gorman |              |
| 2019 | Business Ethics | Dr. Helen                   |              |
| 2021 | See for Me      | Kelly                       |              |
| 2024 | Camera          | Evelyn Kennedy              |              |
| 2024 | Good Bad Things | Madi                        |              |

### Televisión
| Año       | Título                                | Papel                        | Notas                                                                      |
| --------- | ------------------------------------- | ---------------------------- | -------------------------------------------------------------------------- |
| 2006      | Santa Baby                            | Lucy the Elf                 | Telefilme                                                                  |
| 2007      | Decoys 2: Alien Seduction             | Beautiful Girl               | Video                                                                      |
| 2007      | Kaya                                  | Natalee                      | 10 episodios                                                               |
| 2008      | Another Cinderella Story              | Tammy                        | Telefilme                                                                  |
| 2008      | Desperate Hours: An Amber Alert       | Sandy                        | Telefilme                                                                  |
| 2008–2010 | Smallville                            | Bette Sans Souci / Plastique | 3 episodios                                                                |
| 2009      | Exes and Ohs                          | Amy                          | Episodio «You Don't Know Jack»                                             |
| 2009      | Fear Itself                           | Becca                        | Episodio «The Spirit Box»                                                  |
| 2009      | Soul                                  | Alicia                       | 5 episodios                                                                |
| 2009      | Valemont                              | Beatrice                     | 33 episodios                                                               |
| 2009      | Santa Baby 2: Christmas Maybe         | Lucy the Elf                 | Telefilme                                                                  |
| 2009–2010 | The Troop                             | Laurel                       | Episodios «Forest Grump» y «Next Stop: Lakewood»                           |
| 2010      | V                                     | Grace                        | Episodio «John May»                                                        |
| 2010      | Undercovers                           | Lizzy                        | Episodio «Piloto»                                                          |
| 2010      | Brothers & Sisters                    | Angie                        | Episodio «The Rhapsody of Flesh»                                           |
| 2010      | Lie to Me                             | Alison Roberts               | Episodio «Beyond Belief»                                                   |
| 2011      | Fairly Legal                          | Jessica Nord                 | Episodio «Piloto»                                                          |
| 2011      | Collision Earth                       | Brooke Adamson               | Telefilme                                                                  |
| 2011      | Behemoth                              | Zoe                          | Telefilme                                                                  |
| 2011–2012 | The Secret Circle                     | Melissa Glaser               | Personaje principal; 22 episodios                                          |
| 2012–2013 | 90210                                 | Megan Rose                   | Personaje recurrente, 6 episodios                                          |
| 2013      | Nearlyweds                            | Casey                        | Telefilme                                                                  |
| 2014–2017 | Black Sails                           | Max                          | Personaje principal; 36 episodios                                          |
| 2017      | Lethal Weapon                         | DJ                           | Episodio «Homebodies»                                                      |
| 2017      | I Love Bekka & Lucy                   | Bekka                        | Personaje principal; 11 episodios                                          |
| 2017      | Colony                                | Maya                         | Personaje recurrente, 5 episodios                                          |
| 2017      | Ransom                                | Charlotte Walker             | Episodio «The Enemy Within»                                                |
| 2017      | Tales                                 | Unique                       | Episodios «F*ck the Police» y «Trap Queen»                                 |
| 2017      | Supergirl                             | Nora West-Allen / XS         | Episodio «Crisis on Earth-X, Part 1»                                       |
| 2018–2023 | The Flash                             | Nora West-Allen / XS         | Papel recurrente (temporadas 4, 7-9); Principal (temporada 5) 35 episodios |
| 2023      | Percy Jackson y los dioses del Olimpo | Medusa                       | Episodio «Visitamos el emporio de gnomos del jardín»                       |